# Киљдинстрој
Киљдинстрој (рус. Кильдинстрой) насељено је место са административним статусом варошице (рус. посёлок городского типа) на крајњем северозападу европског дела Руске Федерације. Варошица се налази у северном делу Мурманске области и административно припада њеном Кољском рејону.
Према проценама националне статистичке службе Русије за 2016. у вароши је живело 1.938 становника.

## Географија
Варошица Кљдинстрој налази се у северном делу Мурманске области и лежи на десној обали реке Коле. Име је добила по оближњем Киљдинском језеру које је маленом отоком која се улива у Колу управо на подручју савременог насеља повезано са овом реком. Налази се на окод десетак километара јужно од Мурманска.

## Историја
Савремено насеље Киљдинстрој развило се из огромне циглане саграђене за потребе грађевинске индустрије оближњег Мурманска. Фабрика је саграђена на месту где су се налазиле знатније наслаге глине, а први радници, њих 120 који су дошли из Лењинграда, становали су у шаторима подигнутим на обали реке. Већ у лето 1935. на гардилишту је радило више од хиљаду радника, а прве цигле у новооснованој фабрици направљене су 5. децембра 1936. године. Година 1936. сматра се званичном годином оснивања садашњег насеља. Већ наредне године насеље Киљдинстрој добија званичан административни статус радничке варошице.

## Демографија
Према подацима са пописа становништва 2010. у вароши је живело 2.063 становника, док је према проценама националне статистичке службе за 2016. варошица имала 1.938 становника.
| 1939. | 1959. | 1970. | 1979. | 1989. | 2002. | 2010. | 2016. |
| ----- | ----- | ----- | ----- | ----- | ----- | ----- | ----- |
| 2.219 | 4.174 | 4.376 | 4.313 | 3.731 | 2.861 | 2.063 | 1.938 |